# Aartsbisdom Popayán
Het aartsbisdom Popayán (Latijn: Archidioecesis Popayanensis) is een rooms-katholiek aartsbisdom met als zetel Popayán, in Colombia. De aartsbisschop van Popayán is metropoliet van de kerkprovincie Popayán, waartoe ook de volgende suffragane bisdommen behoren:
- Ipiales
- Pasto
- Tumaco

## Geschiedenis
Het aartsbisdom werd opgericht op 22 augustus 1546, als het bisdom Popayán, uit delen van het bisdom Panamá, en was suffragaan aan het aartsbisdom Lima. Op 22 maart 1564 werd het suffragaan aan het aartsbisdom Santafé en Nueva Granada. Op 20 juni 1900 werd het verheven tot metropolitaan aartsbisdom. 

## Parochies
Het aartsbisdom had in 2021 een oppervlakte van 17.308 km2 en telde 1.155.900 inwoners waarvan 87,9% rooms-katholiek was.

## Ordinarii

### Bisschoppen
- Juan del Valle (27 augustus 1546 - 1563)
- Agustín Gormaz Velasco (1 maart 1564 - 24 november 1589)
- Domingo de Ulloa (9 december 1591 - 3 april 1598)
- Juan de La Roca (5 juli 1599 - 7 september 1605)
- Juan González de Mendoza (17 november 1608 - 14 februari 1618)
- Ambrosio Vallejo Mejía (2 december 1619 - 10 februari 1631)
- Feliciano de la Vega Padilla (10 februari 1631 - 5 september 1633)
- Diego Montoya Mendoza (5 september 1633 - 5 oktober 1637)
- Francisco de la Serna y Rimaga Salazar (14 juni 1638 - 21 augustus 1645)
- Vasco Jacinto de Contreras y Valverde (25 februari 1658 - 7 juni 1666)
- Melchor de Liñán y Cisneros (26 januari 1668 - 8 februari 1672)
- Bernardo Cristóbal de Quirós (16 mei 1672 - 11 mei 1684)
- Pedro Díaz de Cienfuegos (12 augustus 1686 - 20 februari 1696)
- Mateo Panduro y Villafaña (18 juni 1696 - 1 oktober 1714)
- Juan Gómez de Neva y Frías (19 november 1714 - 19 november 1725)
- Juan Francisco Gómez Calleja (19 november 1725 - 9 september 1728)
- Manuel Antonio Gómez de Silva (20 september 1728 - 29 september 1731)
- Diego Fermín de Vergara (19 december 1732 - 12 december 1740)
- Francisco José de Figueredo y Victoria (30 januari 1741 - 24 januari 1752)
- Diego del Corro (24 januari 1752 - 13 maart 1758)
- Jerónimo de Obregón y Mena (13 maart 1758 - 14 juli 1785)
- Ángel Velarde y Bustamante (15 september 1788 - 6 juli 1809)
- Salvador Jiménez y Padilla (8 maart 1816 - 13 februari 1841)
  - Antonio Burbano (hulpbisschop: 19 mei 1837 - 1 augustus 1837)
  - Mateo José González Rubio (hulpbisschop: 30 augustus 1839 - 15 juni 1845)
- Fernando Cuero y Caicedo (23 mei 1842 - 7 augustus 1851)
  - José Elías Puyana (hulpbisschop: 28 september 1849 - 15 april 1859)
- Pedro Antonio Torres (20 december 1853 - 18 december 1866)
- Carlos Bermúdez (13 maart 1868 - 6 december 1886)
- Juan Buenaventura Ortiz (1 juni 1888 - 15 augustus 1894)

### Aartsbisschoppen
- Manuel José Caicedo Martínez (2 december 1895 - 14 december 1905)
- Manuel Antonio Arboleda y Scarpetta (18 april 1907 - 31 maart 1923)
- Maximiliano Crespo Rivera (15 november 1923 - 7 november 1940)
- Juan Manuel González Arbeláez (20 juni 1942 - 1 februari 1944)
- Diego María Gómez Tamayo (22 april 1944 - 12 september 1964)
  - Raúl Zambrano Camader (hulpbisschop: 29 december 1956 - 26 april 1962)
  - Alonso Arteaga Yepes (hulpbisschop: 12 september 1962 - 24 juli 1965)
- Miguel Ángel Arce Vivas (7 april 1965 - 11 oktober 1976)
  - Hernando Velásquez Lotero (hulpbisschop: 10 december 1971 - 27 april 1973)
- Samuel Silverio Buitrago Trujillo (11 oktober 1976 - 11 april 1990)
- Alberto Giraldo Jaramillo (18 december 1990 - 13 februari 1997; hulpbisschop 8 augustus 1974 - 26 april 1977)
- Iván Antonio Marín López (19 april 1997 - 19 mei 2018)
- Luis José Rueda Aparicio (19 mei 2018 - 25 april 2020; kardinaal in 2023)
- Omar Alberto Sánchez Cubillos (12 oktober 2020 - heden)

## Galerij van afbeeldingen

Wapen van het aartsbisdom Popayán
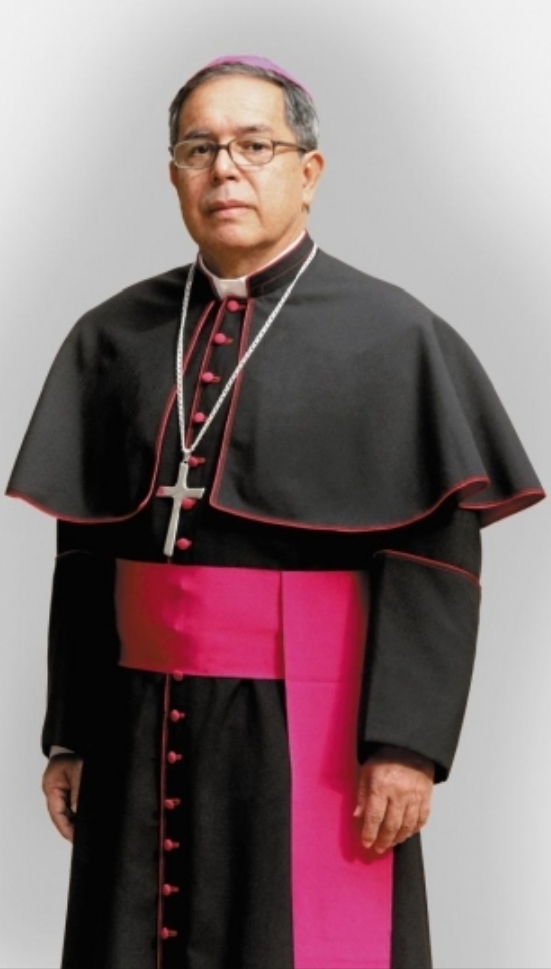
Aartsbisschop Luis José Rueda Aparicio (2018-2020)

Popayán (aartsbisdom) · Ipiales · Pasto · Tumaco